# Umberto Di Primio
Umberto Di Primio (Ripa Teatina, 1º dicembre 1968) è un politico italiano, sindaco di Chieti dal 2010 al 2020.

## Biografia
Nato a Ripa Teatina, in provincia di Chieti, Di Primio si laurea in giurisprudenza presso l'Università di Teramo. Dopo aver iniziato la sua carriera politica militando nel Movimento Sociale Italiano, nel 1993 viene nominato vice-sindaco nella giunta guidata dall'allora neo-sindaco di Chieti Nicola Cucullo, anch'egli appartenente all'MSI.
Nel 1995 aderisce ad Alleanza Nazionale, venendo anche eletto all'interno dell'assemblea nazionale del partito. Nel 1999 si candida alle elezioni provinciali nel collegio Chieti 1, in cui viene eletto ed è nominato capogruppo di AN in Consiglio provinciale.
Nel 2000 si candida alle elezioni regionali tra le file di Alleanza Nazionale: il candidato presidente Giovanni Pace risulta vincitore, ma Di Primio non viene eletto.
Nel 2010 si candida a sindaco di Chieti per le elezioni amministrative con il PdL, vincendo al primo turno con il 61,36% dei voti, sconfiggendo il sindaco uscente Francesco Ricci.
Nel 2013 partecipa alla fondazione del partito Nuovo Centrodestra divenendone coordinatore provinciale di Chieti.
Nel 2015, dopo un'iniziale ipotesi del centro-destra di non volerlo ricandidare, riesce ad ottenere la ricandidatura a sindaco per le elezioni amministrative, dove viene rieletto al ballottaggio con il 55,01% dei voti.
Nel 2017, con la sospensione delle attività del Nuovo Centrodestra, aderisce a Forza Italia.
Il 14 settembre 2018 si dimette da sindaco per candidarsi alle elezioni regionali, ma ritirerà la propria candidatura il 4 ottobre successivo. Il 16 ottobre seguente si candida alle elezioni provinciali come presidente della Provincia di Chieti, concorrendo contro il presidente in carica nonché sindaco di Lanciano Mario Pupillo, il quale batte Di Primio con uno scarto nel voto ponderato di circa 9000 voti.
Nel febbraio 2020, dopo alcune resistenze sul suo nome da parte della classe dirigente locale del movimento, aderisce a Fratelli d'Italia.
Giugno 2025, la sezione giurisdizionale dell'Abruzzo della Corte dei conti, lo ha condannato per aver contribuito, in qualità di sindaco, al verificarsi del dissesto finanziario del Comune di Chieti.